# Michael Ironside
Michael Ironside, właśc. Frederick Reginald Ironside (ur. 12 lutego 1950 w Toronto) – kanadyjski aktor filmowy, telewizyjny i głosowy, także producent filmowy, reżyser i scenarzysta.

## Życiorys

### Wczesne lata
Urodził się w Toronto w Ontario jako jedno z pięciorga dzieci Patricii June (z domu Passmore) i Roberta Waltera Ironside. Jego rodzina była pochodzenia angielskiego, irlandzkiego i szkockiego. Dorastał z dwiema siostrami - Winnifred i Beverly – oraz dwoma braćmi – Williamem i Robertem. Jego ojciec był technikiem oświetlenia ulicznego i robotnikiem, a jego matka była gospodynią domową. Uczęszczał do Ontario College of Art. W 1965, w wieku 15 lat napisał sztukę The Shelter, za którą otrzymał pierwszą nagrodę w konkursie uniwersyteckim. W 1967 zdobył także nagrodę Senior writing w Riverdale Collegiate Institute.

### Kariera
Debiutował na ekranie jako Drunk w komedii Outrageous! (1977). Zagrał potem w filmie sensacyjnym Gangsterzy szos (1978) u boku Petera Fondy i Jerry’ego Reeda oraz dreszczowcu Power Play (1978) z Peterem O’Toole.
Za rolę Darryla Revoka w filmie Davida Cronenberga Skanerzy (Scanners, 1981) zdobył nominację do nagrody Genie. Regularnie pojawiał się w hollywoodzkich filmach i serialach telewizyjnych. Grał zarówno pozytywne, jak i negatywne postacie m.in. w filmach: Pamięć absolutna (Total Recall) czy Nieśmiertelny 2: Nowe życie (Highlinder II: The Quickening, 1991).
Kanadyjska Akademia Filmowa i Telewizyjna przyznała mu nominacje do nagrody Gemini: jako William Acton w miniserialu The Ray Bradbury Theater (1988), jako Don w telewizyjnym dramacie familijnym One Boy, One Wolf, One Summer (1988), jako 1-procentowcy Bob Durelle w miniserialu Prawo pięści (Le Dernier Chapitre, 2002) i Prawo pięści 2 (The Last Chapter II: The War Continues, 2003).

## Życie prywatne
Z pierwszego małżeństwa ma córkę Adrienne Lynne. 30 września 1986 ożenił się z Karen Marls Dimwiddie, z którą ma córkę Findlay (ur. 1998).

## Filmografia

### Filmy fabularne
- 1978: Gangsterzy szos jako „Butch”
- 1981: Skanerzy (Scanners) jako Darryl Revok
- 1983: Spacehunter: Adventures in the Forbidden Zone (Kosmiczne Łowy) jako Overdog / McNabb
- 1985: Sokół i koka jako agent FBI
- 1986: Top Gun jako komandor podporucznik Rick „Jester” Heatherly
- 1987: Bal maturalny II: Witaj, Mary Lou!
- 1990: Pamięć absolutna (Total Recall) jako Richter
- 1991: Nieśmiertelny 2: Nowe życie (Highlinder II: The Quickening) jako generał Katana
- 1993: Uwolnić orkę jako Dial
- 1994: Wołanie o pomoc (Save Me) jako Oliver
- 1994: Czerwony skorpion 2 (Red Scorpion 2) jako pułkownik West
- 1994: Karate Kid IV: Mistrz i uczennica (The Next Karate Kid) jako pułkownik Dugan
- 1995: Szczeniackie wojsko jako porucznik pułkownik Stone
- 1997: Żołnierze kosmosu jako pułkownik Jean Rasczak
- 1998: Diabelna taksówka jako Al
- 2000: Heavy Metal 2000 jako Tyler
- 2000: Gniew oceanu jako Bob Brown
- 2001: Dzieci kukurydzy VII: Objawienie jako ksiądz
- 2004: Mechanik jako Miller
- 2005: Miasto tajemnic jako Walnut
- 2005: Przypadkiem wcielony jako Guy X
- 2009: Terminator: Ocalenie (Terminator: Salvation) jako generał Ashdown
- 2011: X-Men: Pierwsza klasa jako kapitan
- 2014: Extraterrestrial jako Travis
- 2015: 88 jako szeryf Knowles

### Seriale TV
- 1983: Drużyna A jako Miler Crane
- 1983: Posterunek przy Hill Street jako Schrader
- 1987: Nowa seria Alfred Hitchcock przedstawia jako pułkownik Rick Muldoon
- 1990: Opowieści z krypty jako Jerry
- 1995: Opowieści z krypty jako Borrows
- 1995–1996: SeaQuest jako kapitan Oliver Hudson
- 1995, 1998, 2002: Ostry dyżur jako dr William Swift
- 1997: F/X jako Montree
- 2000: Strażnik Teksasu jako Nolan Pierce
- 2002: Bez pardonu jako Dmitri Putin
- 2003–2004: Andromeda jako patriarcha
- 2004–2011: Tajemnice Smallville jako generał Sam Lane
- 2006: Gotowe na wszystko jako Curtis Monroe
- 2006: Mistrzowie horroru jako pan Chaney
- 2006: Gwiezdne wrota jako Seevis
- 2008: Zabójcze umysły jako John
- 2009: Dowody zbrodni jako komendant Murillo
- 2010: Castle jako Victor Racine
- 2010: Tożsamość szpiega jako Gregory Hart
- 2015: Flash jako Lewis Snart
- 2018: Alienista jako J.P. Morgan